# Cook-Gletscher (Kerguelen)
Der Cook-Gletscher (französisch Glacier Cook oder Calotte Glaciaire Cook) ist die größte Eiskappe des zu Frankreich gehörenden Kerguelen-Archipels im südlichen Indischen Ozean und der größte Gletscher auf französischem Territorium. Er liegt im äußersten Westen der Hauptinsel Grande Terre und bedeckt eine Fläche von rund 403 km². Die höchste Erhebung des Gletschers, Le Dôme genannt, liegt bei 1049 m Höhe über dem Meer. Der Gletscher ist benannt nach James Cook, der den Archipel 1776 auf seiner dritten Südseereise erkundete.
Der Gletscher hat sich in den letzten Jahrzehnten stark zurückgezogen. Von 1967 bis 2003 verlor die Eiskappe 20 % ihrer Fläche und 22 % ihres Volumens. Als Hauptursache für den Rückzug des Gletschers werden die deutlich verringerten jährlichen Niederschlagsmengen angesehen.